# Drobeta bullata
Drobeta bullata là một loài bướm đêm trong họ Noctuidae.